# Vas de Sapieha
El Vas de Sapieha està datat del segle xvi, va pertànyer en principi a Grygor Sapieha i es va realitzar en plata durant el Gran Ducat de Lituània. La família Sapieha va tenir un paper important a la història de Lituània durant gran part del segle xvi. L'any 2007 el vas va ser subhastat a la galeria Christie's de Londres per 132.500 lliures esterlines. En aquest moment el comprador es va mantenir anònim.

## Vas
La marca de plata daurat demostra que es va fer al Gran Ducat de Lituània al voltant de 1560. La seva alçada és de 19,7 centímetres i un pes total de 550 grams. La forma del vas és d'un cilindre entallat amb la boca acampanada, del caire fins a la base plana està gravat amb fullatge daurat. La decoració parteix des de la vora superior amb dos animals que s'assemblen a serps mitològiques. El seu cos s'entrecreua al voltant del vas mostrant una inscripció i fullatge als punts d'intersecció, acaba amb una cua escatosa en forma d'espiral que envolta una cara en forma de lluna. La inscripció en llengua eslava diu: «Aquesta copa va ser feta pel mestre Gregory de Orsha,... per l'amistat d'aquells que beuen d'ella, pel bé de les seves ànimes, l'any 1560, el mes de març, al primer dia». El vas també està gravat amb un penjoll en forma de cor per una part i per l'altra amb un escut amb doble creu sostingut per dos animals monstruosos. Experts de Christie suggereixen que pot ser una versió primerenca de l'escut d'armes de la família Sapieha la que es representa al vas.
Es creu que el vas pertanyia a Grygor Sapieha, germà més petit de Lew Sapieha -el qual va ser un dels més grans líders del Gran Ducat de Lituània-. Probablement aquest vas es va realitzar com a regal per a un bateig. Més tard va canviar de mans i al segle xx va aparèixer a la col·lecció d'Eugéne Lubovitch. El vas Sapieha va ser exposat en diversos llocs, entre ells a «L'Art Russe: Exposition d'Icones et d'Orfévreries Russes» de 1931 (Brussel·les i Gant), «Argenterie Russe Ancienne de la Collection Eugéne Lubovitch», 1932 (París), «Exhibition of Russian Art», 1935 (Londres). El 1978 va ser subhastat a Sotheby de Züric. L'any 2007, es va vendre en Christie per 132.500 £ (274.408 dólars dels Estats Units), a un comprador anònim.

## Regal a Lituània
El juny de 2008 es va anunciar que havia estat comprat pels empresaris belgues, els germans Ortiz, fundadors dels supermercats Iki, instal·lats a Lituània durant l'última dècada. El 12 de juny 2008 George, Nicolas i Oliver Ortiz, el van oferir al president de Lituània Valdas Adamkus com a regal a Lituània. L'acte de presentació va tenir lloc al Palau presidencial de Vílnius. Adamkus en el seu agraïment als empresaris va remarcar que «...una relíquia històrica, un vas del segle xvi, regressa a Lituània. Això significa que Lituània es fa més rica, més espiritual que econòmicament». El Cap d'Estat va agregar que «...en els anys de l'ocupació dels països bàltics|ocupació, la riquesa cultural va ser saquejada de museus, esglésies i arxius; per tant, tots els testimonis de la història que tornen novament a Lituània és molt important per a nosaltres.» Els germans Ortiz van demanar que el vas es mostrés públicament, perquè el poble de Lituània pogués tenir accés. El vas es va col·locar sota la custòdia del Museu d'Art de Lituània, i serà exposat al Palau Reial de Lituània.